# Thập nhị bộ kinh
Thập nhị bộ kinh (chữ Hán: 十二部經), còn gọi là Thập nhị phần giáo (十二分教), Thập nhị phần thánh giáo (十二分聖教; tiếng Phạn：dvādaśāṅga-dharma-pravacana), Thập nhị phần kinh (十二分經), Thập nhị Phật ngữ (十二佛語; tiếng Phạn: dvādaśānga-buddhavacana), là một thuật ngữ phân loại kinh điển Phật giáo trung kỳ. Luận tạng của Thuyết nhất thiết hữu bộ và Phật giáo Đại thừa cùng sử dụng cách phân loại Thập nhị phần giáo.
Cách phân loại Thập nhị bộ kinh được xem là bắt nguồn từ thời kỳ Phật giáo Bộ phái, phát triển từ cách phân loại Cửu phần giáo. Do sự bất đồng từ hệ thống kinh điển của các bộ phái mà Thập nhị bộ kinh cũng có những khác biệt.
Cách phân loại Mười hai bộ kinh như sau:
1. Kinh [1 1] chỉ những bài kinh chính Phật thuyết;
2. Trùng tụng [1 2] một dạng kệ tụng mà trong đó nhiều câu được lặp đi lặp lại;
3. Thọ ký [1 3] chỉ những lời do Phật thọ ký, chứng nhận cho các vị Bồ Tát, đệ tử mai sau thành Phật và những việc sẽ xảy ra...;
4. Kệ-đà [1 4] những bài thơ ca không thuật lại văn trường hàng, xem Kệ;
5. Tự thuyết [1 5] chỉ những bài kinh mà Phật tự thuyết, không phải đợi người thỉnh cầu mới trình bày;
6. Nhân duyên [1 6] chỉ những bài kinh nói về nhân duyên khi Phật thuyết pháp và người nghe pháp...;
7. Thí dụ [1 7] chỉ những loại kinh mà trong đó Phật sử dụng những thí dụ, ẩn dụ để người nghe dễ hiểu hơn;
8. Như thị pháp hiện [1 8] chỉ những bài kinh nói về sự tu nhân chứng quả của các vị đệ tử trong quá khứ, vị lai;
9. Bản sinh kinh [1 9] còn gọi chuyện tiền thân đức Phật, truyện tái sanh của Bồ Tát, Túc sanh truyện, những kinh nói về đời trước của đức Phật khi còn là Bồ Tát, tu các pháp khổ hạnh, trong những kiếp đó đức Phật đã từng làm hươu, gấu, thỏ, chim, rồng... cũng có lúc làm người, làm vua. Là loại Kinh nói về các đời trước của đức Phật khi ngài thực hành thập độ hay lục độ. Thường mỗi Kinh Bổn Sanh gồm có bốn phần: 1) Câu chuyện hiện tại 2) Câu chuyện quá khứ có liên hệ đến những nhân vật trong câu chuyện hiện tại. 3) Giải thích bài kệ hay một vài danh từ trong câu chuyện quá khứ. 4) Phần kết hợp chỉ rõ sự liên hệ giữa những nhân vật chính trong hai câu chuyện quá khứ và hiện tại.
10. Phương quảng [1 10] Thuộc loại kinh điển đại thừa là phần kinh có nghĩa lý sâu xa bí mật. Theo Từ điển Phật Hoc (tg: Đặng Trung Còn) "Trong mười hai bộ kinh, nếu chỉ đọc tụng, thơ tả, giảng thuyết phương quảng kinh, thì người ấy cũng có thể gọi là Bồ Tát Đa Văn."
11. Hi pháp [1 11] kinh nói về thần lực chư Phật và thánh đệ tử, cảnh giới kì diệu, hi hữu mà phàm phu không hội nổi;
12. Luận nghị [1 12] chỉ những bài kinh có tính cách vấn đáp với lý luận cho rõ lý tà, chính.